# Saint-Hilaire-Saint-Mesmin
Saint-Hilaire-Saint-Mesmin ist eine französische Gemeinde mit 3.156 Einwohnern (Stand: 1. Januar 2022) im Département Loiret in der Region Centre-Val de Loire. Die Gemeinde liegt im Arrondissement Orléans und gehört zum Kanton Olivet. Die Einwohner heißen Hilairois.

## Geografie
Saint-Hilaire-Saint-Mesmin liegt am Fluss Loiret. Umgeben wird Saint-Hilaire-Saint-Mesmin von den Nachbargemeinden Saint-Pryvé-Saint-Mesmin im Norden, Olivet im Osten, Ardon im Südosten, Mézières-lez-Cléry im Süden sowie Mareau-aux-Pres im Westen.

## Bevölkerungsentwicklung
| Jahr      | 1962 | 1968 | 1975 | 1982 | 1990 | 1999 | 2006 | 2017 |
| Einwohner | 1418 | 1623 | 1835 | 1775 | 2025 | 2353 | 2592 | 3040 |

## Sehenswürdigkeiten

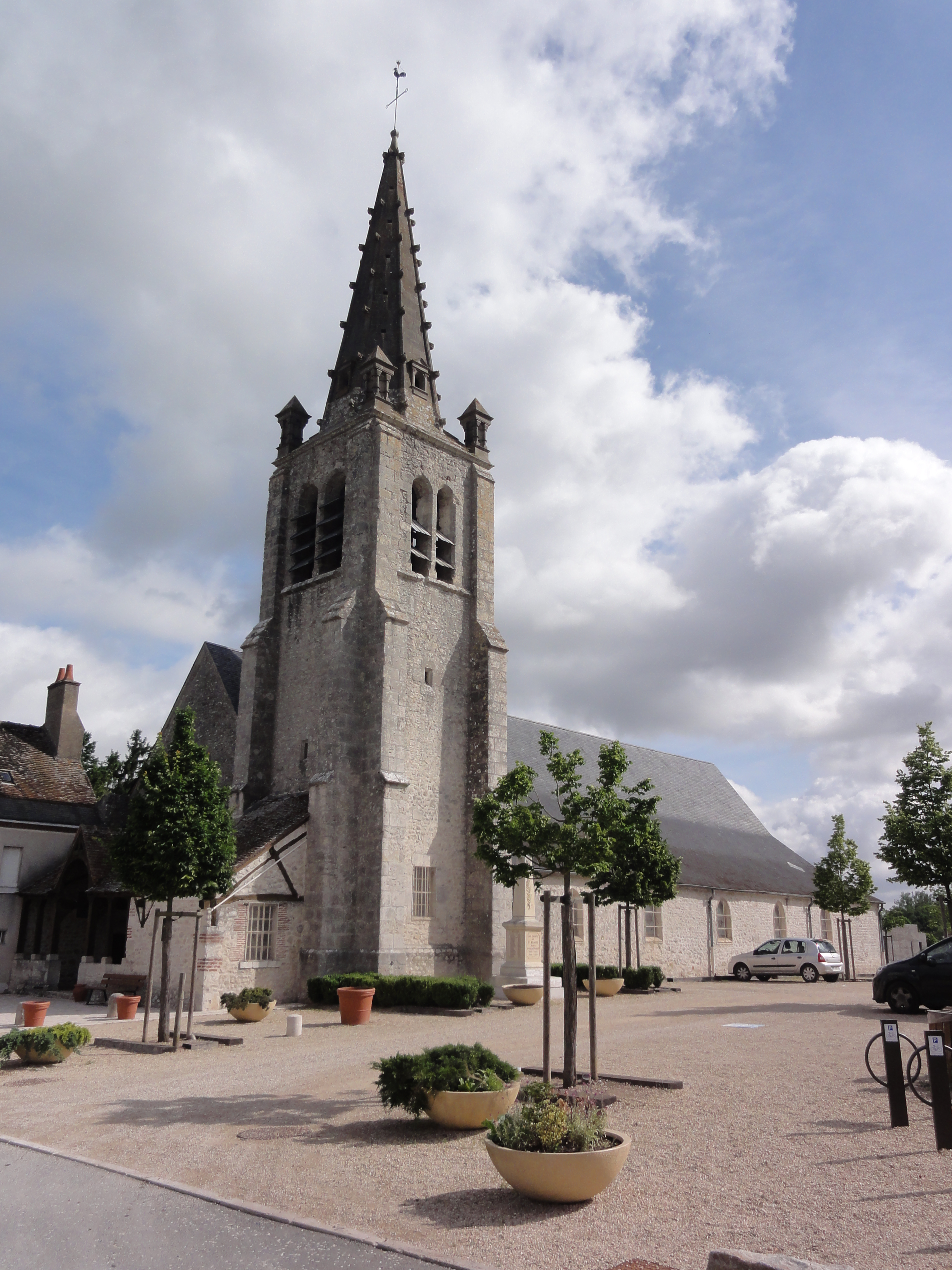
Kirche Saint-Hilaire

- Kirche Saint-Hilaire, erbaut im 11. Jahrhundert, Umbauten aus dem 13. Jahrhundert, Glockenturm aus dem 16. Jahrhundert, Monument historique
- Rathaus, Teil der früheren Domäne La Pie
- Brücke Saint-Nicolas aus dem 13. Jahrhundert, 1676 nach Abbruch wieder errichtet

## Persönlichkeiten
- François de Lorraine, duc de Guise (1519–1563), Feldherr, von Jean de Poltrot hier ermordet

## Gemeindepartnerschaft
Mit der deutschen Gemeinde Erkheim in Schwaben (Bayern) besteht eine Partnerschaft.